# Oued Ifrane
Oued Ifrane (franska: Oued Ifrane (CR), Oued Ifrane (Commune Rurale), arabiska: بن صميم) är en kommun i Marocko.   Den ligger i provinsen Ifrane och regionen Fès-Meknès, i den nordöstra delen av landet, 170 km sydost om huvudstaden Rabat. Antalet invånare är 8 540.